# Șei în flăcări
Șei în flăcări (1974, denumire originală Blazing Saddles) este un film satiric western de comedie regizat de Mel Brooks. În rolurile principale interpretează actorii Cleavon Little și Gene Wilder. Filmul este scris de Brooks, Andrew Bergman, Richard Pryor, Norman Steinberg și Al Uger pe baza unei povestiri de Bergman. Filmul a fost nominalizat la trei Premii Oscar și se află pe locul 6 în clasamentul AFI 100 Years...100 Laughs.

## Povestea
În 1874, în Vestul sălbatic american, construcția unei noi căi ferate este condusă de Lyle (Burton Gilliam). Aceasta ajunge într-un loc cu nisipuri mișcătoare și astfel traseul trebuie să fie schimbat, de data aceasta va trece prin Rock Ridge, un oraș de frontieră unde toată lumea are numele de familie "Johnson". Procurorul General Hedley Lamarr (Harvey Korman) vrea sa cumpere ieftin de la locuitorii orașului terenuri de-a lungul noului traseu feroviar, terenuri cu care se va îmbogăți după terminarea căii ferate. În acest scop trimite o bandă de huligani, condusă de omul său de încredere, Taggart (Slim Pickens), pentru a speria locuitorii orașului. Oamenii din Rock Ridge cer guvernatorului William J. Le Petomane (Mel Brooks) să numească un nou șerif. Pentru a nu-i încurca planurile, Procurorul General îl convinge pe idiotul guvernator Le Petomane să-l numească pe Bart (Cleavon Little), un lucrător feroviar negru, care era pe cale să fie spânzurat. (Din cauză că Bart l-a lovit pe Taggart în cap cu o lopată, după ce Taggart a ignorat strigătele de ajutor ale lui Bart și ale prietenului său negru care se scufundau în nisipuri mișcătoare) Planul lui Lamarr este simplu: locuitorii orașului nu vor accepta un om al legii negru, se vor simți jigniți și vor părăsi orașul, lăsând pământurile lui Lamarr.

## Actori/Roluri
- Cleavon Little este Șeriful Bart
- Gene Wilder este Jim, aka "The Waco Kid"
- Harvey Korman este Hedley Lamarr
- Madeline Kahn este Lili von Shtupp, the "Teutonic Titwillow"
- Slim Pickens este Taggart
- Dom DeLuise este Buddy Bizarre
- Mel Brooks este Guv. William J. Le Petomane / Șef indian
- Liam Dunn este Reverend Johnson
- George Furth este Van Johnson
- Burton Gilliam este Lyle
- John Hillerman este Howard Johnson
- David Huddleston este Olson Johnson
- Richard Collier este Dr. Samuel Johnson
- Alex Karras este Mongo
- Jack Starrett este Gabby Johnson
- Robyn Hilton este Miss Stein (secretara guvernatorului)
- Rodney Allen Rippy este Bart copil
- Charles McGregor este Charlie
- Robert Ridgely este Boris, călăul
- Carol Arthur este Harriet Johnson
- Anne Bancroft - membru în Biserica Congregației (necreditat)

Note
- Count Basie are o scurtă apariție în rolul său (cameo), cu formația sa care interpretează "April in Paris".